# Teresa Prata
Teresa Prata (...) è una regista portoghese.

## Biografia
Di natali portoghesi, Teresa Prata trascorre l'infanzia in Mozambico e l'adolescenza in Brasile. Inizia gli studi di biologia, ma l'interesse per l'arte prende il sopravvento. A Coimbra, dove frequenta l'università, entra in contatto con il mondo del teatro della radio, realizza video sperimentali e installazioni. Successivamente si iscrive alla Deutsche Film und Fernsehakademie di Berlino. Vive in Germania. Dal 1991 ha girato documentari e corti. Tra i vari riconoscimenti andati a questo suo primo lungometraggio, ha vinto il premio Signis in occasione dell'ultimo Festival del Cinema Africano, d'Asia e America Latina di Milano.

## Filmografia

### Regista
- Canto Teogónico, doc  – cortometraggio(1991)
- Uma Questão de Vida ou Morte – cortometraggio (1994)
- Mil Olhos, O Sonhador do Oeste – cortometraggio (1996)
- Leopoldo – cortometraggio (1999)
- Partem Tão Tristes, Os Tristes – cortometraggio (1999)
- Terra sonâmbula (2007)

### Attrice
- Partem Tão Tristes, Os Tristes, regia di Teresa Prata – cortometraggio (1999)